# Луций Тарквиний Приск
Луций Тарквиний Приск, либо Тарквиний Древний (лат. Lucius Tarquinius Priscus) — пятый царь Древнего Рима. Правил с 616 по 578 до н. э. Историчность Тарквиния (существование данного человека в истории) признаётся большинством современных историков.

## Происхождение и избрание на царство

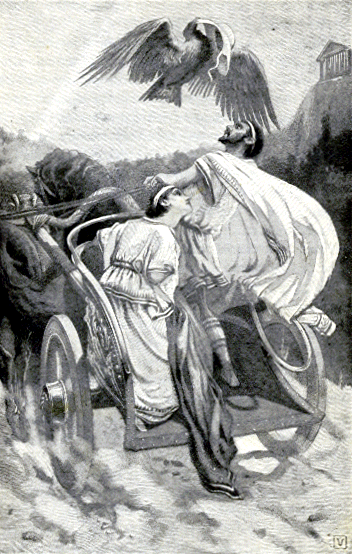
Тарквиний и орёл

По преданию, родиной царя был этрусский город Тарквинии. Тит Ливий называет его Лукумоном (согласно современным представлениям, Лукумон, этр. lauchumu — не имя, а слово, означающее «повелитель, вождь»), сыном коринфянина Демарата из рода Бакхиадов. Лукумон ещё в молодости добыл себе большое состояние и женился на гадалке Танаквиль. Он перебрался в Рим, так как в Тарквиниях ему был закрыт путь к высшим должностям из-за того, что он был лишь наполовину этруском, и в Риме принял имя Луций Тарквиний.
Лукумон со всем домом и богатствами отправился в Рим. Когда он на своей колеснице уже подъезжал к Яникулу, орёл закружился над головой будущего царя, схватил его шлем, поднял в воздух, а потом опять возложил его на голову. Танаквиль увидела в этом доброе предзнаменование и сказала, что её муж станет царём.
Царь Анк Марций заметил Луция Тарквиния, сделал своим приближённым и назначил начальником конницы и опекуном над сыновьями. После его смерти, Луций Тарквиний убедил Народное собрание в том, что именно он, а не кто-то из малолетних детей Анка Марция, должен стать царём Рима.
Многие историки, в том числе Нибур и Моммзен, отвергают предание об этрусском происхождении Луция Тарквиния и считают, что он принадлежал к трибе луцеров. Во времена Лукумона уже существовал род Тарквиниев.

## Правление
После своего избрания на царство Луций Тарквиний вынужден был продолжать внешние войны с латинами, этрусками и сабинянами. Он сумел подчинить Этрурию и сабинян и взял огромную добычу. При нём Рим окончательно стал главой латинского союза, унаследовав это звание от разрушенной Туллом Гостилием Альба-Лонги. Приступом были взяты такие города как Апиолы, Фирулея, Камерия и Номентум. Те латинские города, которые сдавались без боя, должны были стать римскими союзниками без уменьшения своих прежних прав. Напротив, город Корникул за упорную защиту после взятия был разрушен до основания. Он принёс в Рим многие этрусские обычаи и после побед над этрусками и сабинянами первым отпраздновал в Риме триумф по этрусскому образцу.
В области внутренней политики за время своего царствования Луций Тарквиний провёл много реформ: привёл в порядок взаимоотношения между старыми и новыми родами, увеличил сенат до 300 человек за счёт новых членов из бедных родов. Среди них были Октавии. Также до 1800 человек была расширена центуриатная комиция.
Тарквиний занялся благоустройством Рима. При нём был построен Храм Юпитера Капитолийского, выстроена для осушения болота между Палатином и Капитолием Клоака Максима, и на этом месте построен Форум, Большой Цирк между Палатином и Авентином для проведения регулярных скачек и празднеств и водопровод.

## Гибель Луция Тарквиния
Сыновья Анка Марция, повзрослев, подослали к Тарквинию убийц. Они устроили показную ссору между собой, и когда Луций Тарквиний вышел к ним, чтобы их примирить, убили его ударом дубинки. Тем не менее, заговорщики не смогли воспользоваться этим убийством и были изгнаны из города, а с помощью Танаквиль царём сделался Сервий Туллий. Сыновья Тарквиния, Люций и Арунт, были женаты на дочерях Сервия, и, подстрекаемый женой, Люций однажды явился в Сенат в царском облачении и убил тестя, сделавшись царём Тарквинием Гордым.